# Crooked Creek (Mitchell Lake)
Der Crooked Creek ist ein kurzer Bach im Crow Wing County im US-Bundesstaat Minnesota. 
Er verbindet drei Seen in der Brainerd Lakes Area, einem Seengebiet nördlich der Stadt Brainerd. 
Der Crooked Creek ist der Abfluss des 6,1 km² großen Roosevelt Lake und entspringt am Südende des Sees auf einer Höhe von 387 m über dem Meer. Schon nach kurzer Strecke durchfließt der Bach den rund zwei Meter tiefer gelegenen, kleinen Pug Hole Lake und mündet schließlich auf 382 m Höhe in den Mitchell Lake. Er ist neben dem Daggett Brook einer der beiden Hauptzuflüsse dieses Sees. Nach Angaben des USGS ist der Crooked Creek knapp fünf Kilometer lang und hat ein Einzugsgebiet 114,5 km², welches sich im nördlichen Crow Wing sowie im südlichen Cass County befindet. Er gehört zum Einzugsgebiet des Mississippi Rivers.